# Scolosanthus bahamensis
Scolosanthus bahamensis là một loài thực vật có hoa trong họ Thiến thảo. Loài này được Britton miêu tả khoa học đầu tiên năm 1905.